# Sensommar festival
Sensommar! Festival är en återkommande musikfestival i Sundsvall. Festivalen har arrangerats sedan 2015. 

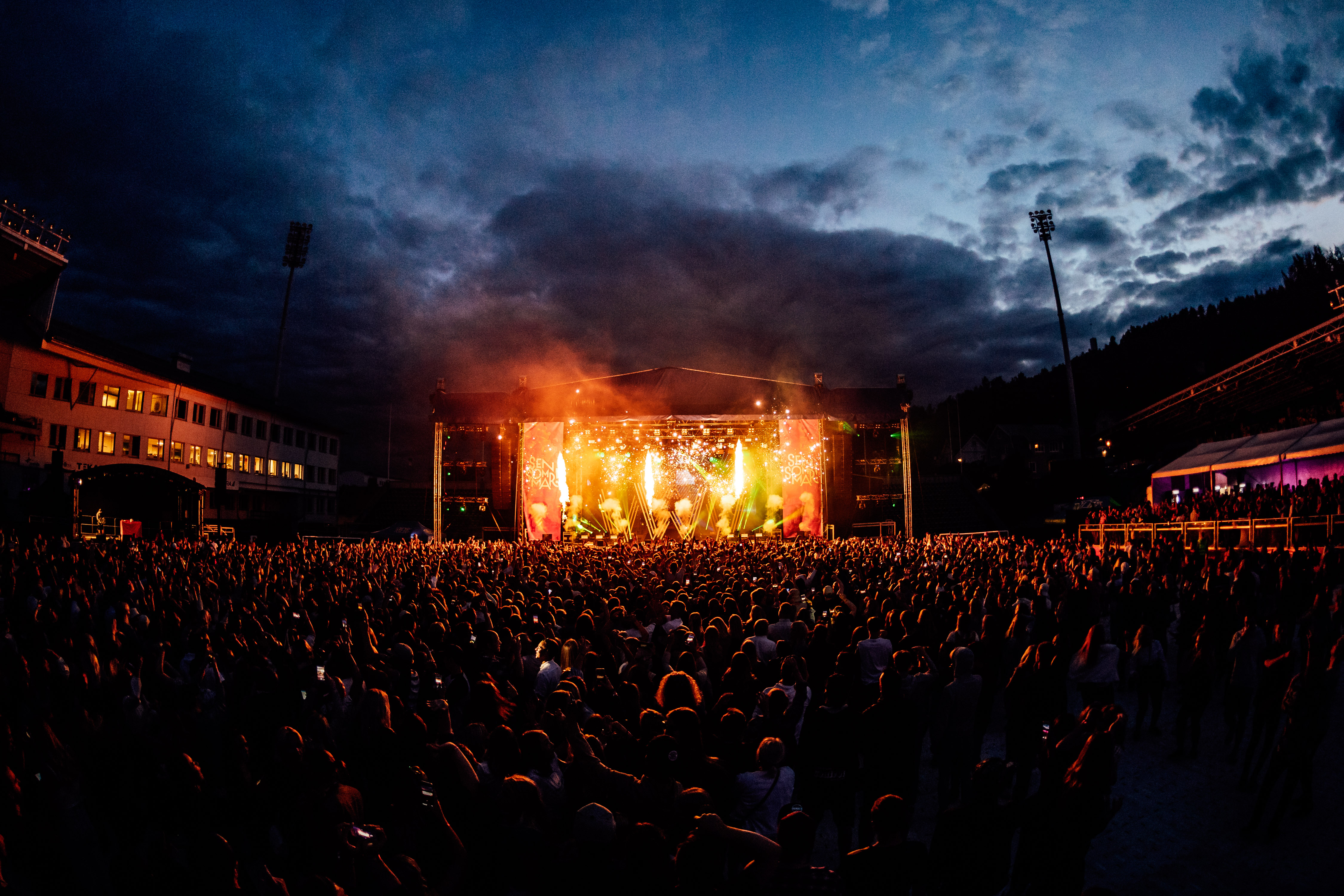
Sensommar! Festival

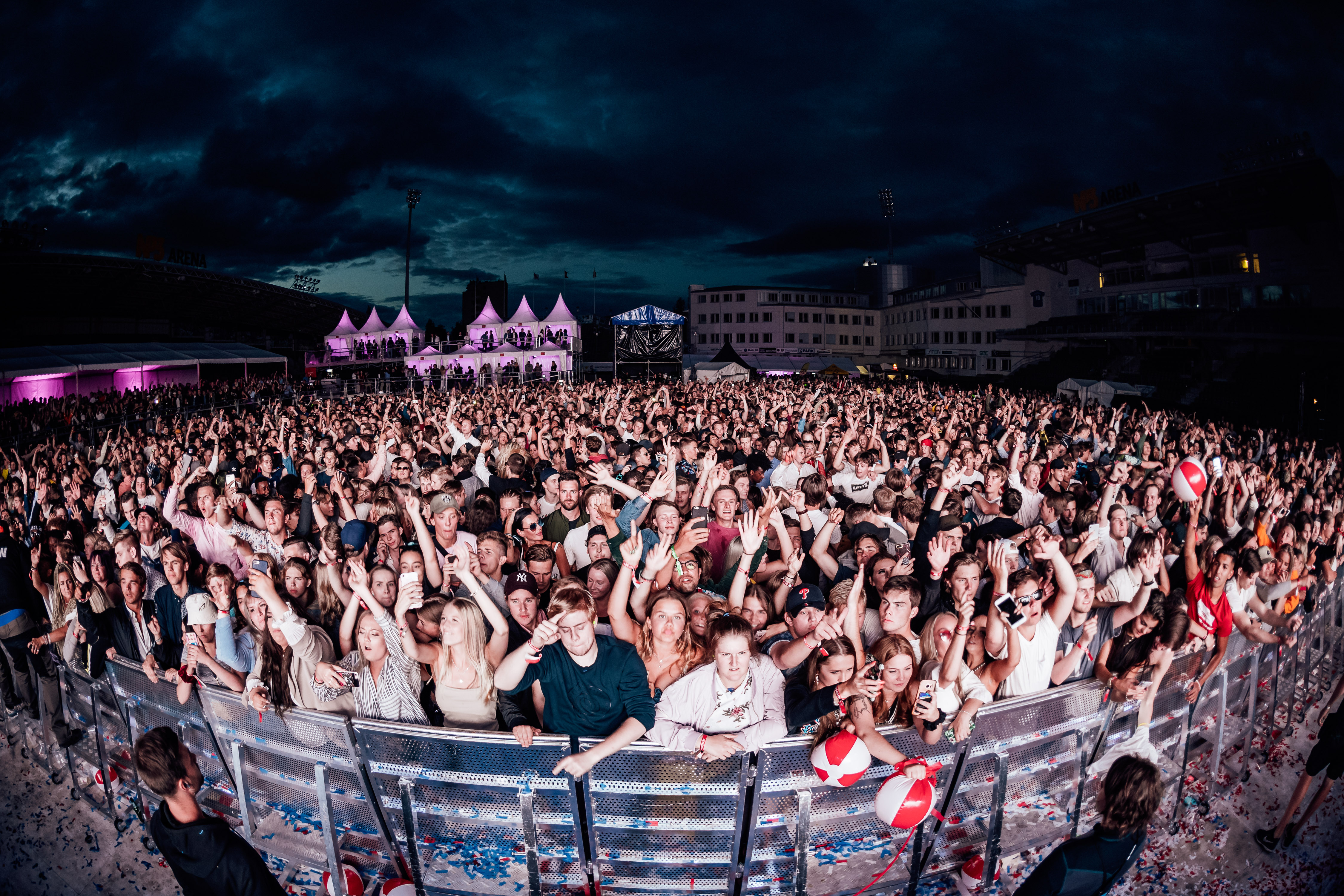
Live publik på Sensommar! Festival

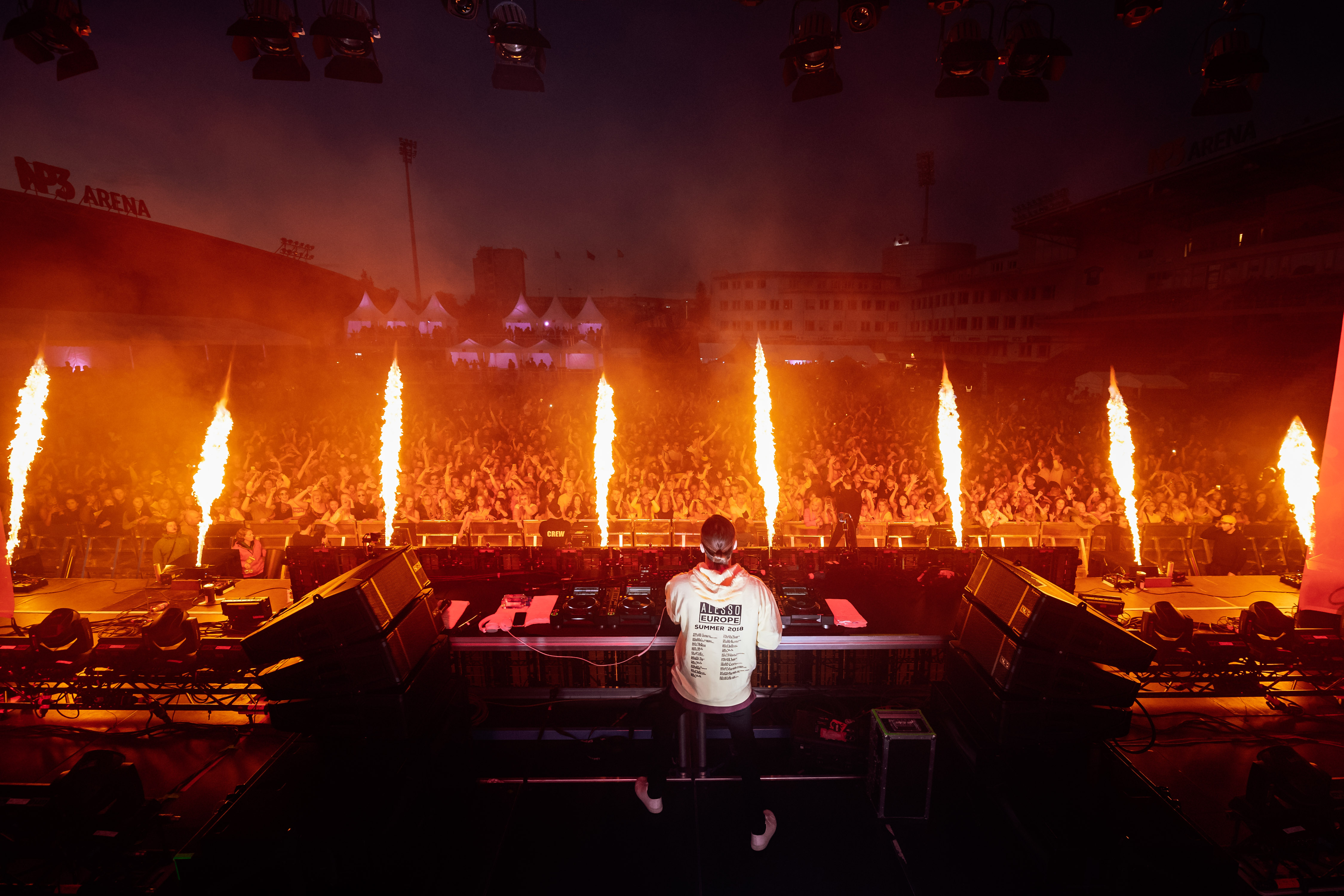
Sensommar! Festival

## Historia
Festivalen arrangerades för första gången 2015 i Sundsvall, med uppträdanden av Maskinen, Veronica Maggio och Style of Eye. Sedan starten 2015 har festivalen attraherat världsstjärnor till Sundsvall, och även genomfört den största scenproduktionen som någonsin gjorts i Norrland.
2018 blev festivalen den största dittills när 14 000 besökare lockades till Sundsvall och fick uppleva artister som Icona Pop och Hov1 tillsammans med  Alesso och Alan Walker på scen.
2019 slogs fjolårets besöksrekord då 17 000 besökare kom till festivalen. Artister som Zara Larsson, Martin Garrix, Fricky, Lamix, Vigiland och Molly Sandén uppträdde på festivalen.
Höga Kusten Nöje AB har sedan starten 2015 arrangerat Sensommar festivalen, tillsammans med Ljud & Ljus Control AB.
Sista året av Sensommar Festival var 2022. Efter det har det varit tyst från arrangörerna för festivalen.
För sommaren 2024 lanserades istället Playa Festival i Sundsvall, som äger rum i början av juli på Himlabadets utemiljö. Företaget bakom Playa Festival är Homerun Festivals AB. Detta företaget har också arrangerat Bayside Festival, Brännbollsyran, Splash och Bonfire festival. Playa har varit 2024 & 2025 och planeras att hållas även 2026.

2022: Sensommar genomfördes, med arrangörer som deltog i kampanjen "Soundsvall"

## Artister som uppträtt på Sensommar Festivalen
2015
- Veronica Maggio
- Maskinen
- Style of eye

2016
- Anna Cross
- Toki
- Darin
- Hoffmaestro
- Movits!
- Sabina Ddumba
- Ruby Rose
- Johnossi
- Carola
- Timo Räisänen
- Ständut blakk
- Sharks
- Nause

2017
- Galantis
- Miriam Bryant
- Linnea Henriksson
- Norlie KKV
- Otto Knows
- Peg Parnevik
- Panda da Panda
- Sharks
- Steve Angello
- NRJ djhenke

2018
- Alan Walker
- Kapten Röd
- Hov1
- Tove Styrke
- Julie Bergan
- Tjuvjakt
- Jireel
- Shy Martin
- Anis Don Deminas
- Alesso
- Icona Pop

2019
- Zara Larsson
- Martin Garrix
- Hov1
- Fricky
- Molly Sanden
- Vigiland
- Peg Parnevik
- De vet du

2022
- DJ Snake
- Jason Derulo
- Zara Larsson
- Victor Leksell
- HOV1
- Newkid
- Otto Knows
- Mwuana
- Myra Granberg
- Estraden
- Kiddo
- Felicia Takman